# Toby Sibbick
Toby Peter Sibbick (* 23. Mai 1999 in Isleworth, London) ist ein englischer Fußballspieler, der bei Wigan Athletic unter Vertrag steht.

## Karriere
Toby Sibbick wurde als Sohn eines englischen Vaters und einer aus Uganda stammenden Mutter in Isleworth im Londoner Stadtbezirk Borough of Hounslow geboren. Bis zum Jahr 2017 spielte er in der Jugend des Stadtteilvereins AFC Wimbledon, zuletzt in der U18. Am 17. April 2017 gab er für den damaligen Drittligisten sein Debüt als Profi. In der Partie des 44. Spieltages gegen Peterborough United stand er in der Startelf von Trainer Neal Ardley.
Im Juli 2019 wechselte Sibbick für eine Ablösesumme eine Liga höher zum FC Barnsley. Nach 18 Spielen in der Hinrunde der Spielzeit 2019/20 für Barnsley, wurde er ab Januar 2020 für sechs Monate an Heart of Midlothian nach Schottland verliehen. Bis zum Abbruchs der Saison aufgrund der COVID-19-Pandemie stand Sibbick bei 2 von 8 möglichen Spielen für Heart of Midlothian auf dem Platz. Danach fiel er drei Spiele wegen einer Knieverletzung aus und wurde für die restlichen drei Spiele nicht mehr berücksichtigt. 
Nach Ablauf der Ausleihe gehörte er wieder zum Kader von Barnsley, bestritt aber auch für diesen Verein kein Spiel. Anfang August 2020 wurde er für die Saison 2020/21 mit Kaufoption an den belgischen Erstdivisionär KV Ostende ausgeliehen. Nachdem er bis Ende Dezember 2020 kein Spiel für Ostende bestritten hat, einigte er sich mit den Vereinen auf einen Abbruch der Ausleihe.
In der Rückrunde spielte Sibbick für Barnsley und stand dort bei 21 von 23 Ligaspielen sowie in allen drei Pokalspielen und den zwei Play-off-Spielen auf dem Platz.
Im Juli 2024 wechselte Sibbick zum englischen Drittligisten Wigan Athletic.